# Ditto (Pokémon)
Ditto is een Pokémon uit de regio Kanto, geïntroduceerd in de eerste generatie van de Pokémonspellen. De Pokémon heeft de gave om zichzelf in elk soort Pokémon te transformeren, en hun aanvallen na te doen. Ditto is een paars, blobvormig wezen. Het gezicht bestaat uit twee puntjes als ogen en een streep als mond. De soort lijkt een beetje op slijm. 

## Statistieken
Ditto leert maar één aanval, "Transformeer". Samen met Mew is Ditto de enige Pokémon die deze aanval kan leren. De Pokémon heeft twee eigenschappen, "Limber" en zijn unieke verborgen eigenschap "Imposter", waarmee Ditto meteen in een Pokémon veranderd wanneer Ditto in het gevecht verschijnt. Wanneer Ditto transformeert kopieert deze de aanvallen en statistieken van de Pokémon waarin hij veranderd, met uitzondering van de HP (levenspunten) stat. Deze blijft altijd Ditto's basis 48 HP. Er zijn enkele situaties waarin Ditto niet in een tegenstander kan veranderen. Als de tegenstander een Zorua of Zoroark met de vaardigheid "Illusion" is die zich voordoet als een andere Pokémon. Ook werken Imposter en Transformeer niet wanneer de tegenstander zich achter een Kloon (Substitute) verschuild. Daarnaast zijn er speciale vormen van Pokémon waarin Ditto niet kan transformeren, zoals Eternamax Eternatus in Pokémon Sword en Shield en Stellar-Terapagos in Pokémon Scarlet en Violet. Ditto kan ook niet transformeren in een andere Pokémon die ook in een Pokémon getransformeerd is.
Ditto heeft in de animatieserie in in ieder geval twee afleveringen een grote rol gespeeld. In beide is met de betreffende Ditto iets aan de hand. De eerste kan de gezichten van andere Pokémon niet goed imiteren, waardoor de Ditto's gezicht hetzelfde blijft als hij in andere Pokémon verandert. De andere kan zichzelf niet groter maken, waardoor elke Pokémon waarin hij verandert dezelfde afmetingen heeft als Ditto in zijn ware vorm.
Ditto heeft naast transformatie nog een unieke eigenschap, het is de enige Pokémon die kan broeden met elke Pokémon die een ei kan leggen, de eier-groep maakt daarbij niet uit.

## Ruilkaartenspel
Er bestaan 19 standaard Dittokaarten, waarvan negen het type Colorless als element hebben (twee daarvan zijn enkel in Japan uitgebracht), één het type Grass, twee het type Fire, twee het type Psychic, twee het type electric, twee het type Water en één het type Fighting. Verder bestaat er ook nog één Colorless-type Koga's Dittokaart.

### Ditto (Fossil 3)
Ditto (Japans: メタモン Metamon) is een Colorless-type Basis Pokémonkaart. Deze maakt deel uit van de Fossilexpansie. De kaart heeft 50 HP en kent de Pokémon Power "Transform".  Dit was de eerste Pokémonkaart van een Pokémon waar geen aanvallen op staan.